# 갯벌연구센터
갯벌연구센터(갯벌硏究센터, Tidal Flat Research Institute)는 갯벌에 관한 시험 조사 및 연구를 분장하는 국립수산과학원의 소속기관이다. 2015년 10월 16일 발족하였으며, 전북특별자치도 군산시 강변로 405에 위치하고 있다. 센터장은 해양수산연구관 또는 환경연구관으로 보한다.

## 연혁
- 2004년 2월 2일: 서해수산연구소의 소속기관으로 갯벌연구센터로 설치.
- 2009년 4월 30일: 국립수산과학원 직속 갯벌연구소로 개편.
- 2015년 10월 16일: 서해수산연구소 소속 갯벌연구센터로 개편.

## 주요 장비
퇴적물입도분석기
- 용도: 퇴적물 입도 자동 분석
- 기종: 미국, Micromeritics, Sedigraph 5100

광파측정기
- 용도: 갯벌의 지형 및 고도측량
- 기종: 일본, GTS-751

부유물질분석기
- 용도: 부유물질 자동분석
- 기종: 미국, Particle Sizing Systems Accusizer 780A

수심수온염분측정기(CTD)
- 용도: 수심별 현장 수질 연속 관측
- 기종: 미국, SBE 19, YSI 6600

광학현미경
- 용도: 생물 조직, 혈구, 병원생물, 생식소 등 관찰, 저서생물 동정을 위한 미세구조 관찰
- 기종: 일본, BX60, BX-41, BH-2 등

실체현미경
- 용도: 갯벌 저서생물 동정을 위한 미세구조 관찰, 촬영
- 기종: Leica MZ 16, Zeiss Stemi DV4 등

분광광도계
- 용도: 해수 영양염 및 클로로필 분석
- 기종: 호주,Varian Cary 1E

항온실
- 용도: 갯벌 유용패류 온도사육실험
- 기종: 국산(제작)